# دنیا فنی‌زاده
دنیا فنی‌زاده (۲۰ آبان ۱۳۴۶ – ۸ دی ۱۳۹۵) عروسک‌گردان اهل ایران بود. وی حدود دو دهه، عروسک‌گردان کلاه قرمزی، شخصیت عروسکی تلویزیون و سینمای ایران بود.

## زندگی
وی در ۲۰ آبان ۱۳۴۶ در تهران زاده شد. او فرزند پرویز فنی‌زاده(بازیگر) و هایده غیوری بود و همچنین یک خواهر به نام هستی داشت.
دنیا فنی‌زاده و همسرش آبتین سهامی فیلمبردار ایرانی صاحب دو پسر به نام‌های ارشیا و سیاوش می‌باشند.

## زندگی هنری
دنیا فنی‌زاده از کودکی به خاطر شغل پدرش، پرویز فنی‌زاده معمولاً در جشنواره‌های مختلف کودک و نوجوانی که در ایران برگزار می‌شد، حضور می‌یافت و آثار داخلی و خارجی شرکت‌کننده در این جشنواره‌ها را می‌دید. همین مسئله سبب شد تا از کودکی با تولیدات و نوع آثار عروسکی که برای کودک و نوجوان ساخته می‌شود آشنا شود. پس از آن، کم‌کم که از برنامه‌های کانون پرورش فکری کودکان و نوجوانان بیشتر استفاده کرد، تکرار دیدن این آثار موجب علاقهٔ او به حضور در این رشته شد و در نهایت با انتخاب رشتهٔ عروسک‌گردانی برای همیشه در دنیای کودکان و نوجوانان باقی ماند. او هدف و دغدغهٔ مهم زندگی‌اش را شاد کردن کودکان و نوجوانان می‌خواند.

## فعالیت‌ها
پیشنهاد بازی داشته‌ام. دوست پدرم، کارگردان خوب سینما آقای بهرام بیضایی، به من گفت بازی کنم. قبول این پیشنهاد برایم خیلی سخت بود. آن هم به خاطر بحث کوچکی که بین من و پدرم برای همیشه نصفه ماند. او دوست نداشت من بازیگر شوم و ما هیچ‌وقت فرصت نکردیم در این مورد با هم صحبت کنیم. شاید اگر الان بودند، با هم صحبت می‌کردیم. شاید دلیل قانع‌کننده‌ای برایم داشتند اما نمی‌دانم آن زمان در چه شرایطی بودند که دوست نداشتند من، دخترش، بازیگر شوم و چون هنوز آن دلیل را پیدا نکردم. به احترام حرف پدرم این کار را انجام ندادم و تمام نیرویم را برای کار عروسکی و کودک گذاشتم.

دنیا فنّی‌زاده در گفتگو با هفته‌نامهٔ چلچراغ
فنی‌زاده نخستین بار در سال ۱۳۶۴ در برنامهٔ عروسکی تلویزیونی چتر با آواز باران عروسک‌گردانی را تجربه کرد. این برنامه برای شبکه یک در قسمت‌های ۲۵ دقیقه‌ای طراحی شده بود که در آن ۲ عروسک جوجه وجود داشت که فنی‌زاده عروسک‌گردانی و آوازخوانی یکی از آن‌ها را بر عهده داشت. وی پس از آن در کاری با نام زاغچهٔ کنجکاو به کارگردانی رضا فیاضی حضور داشت. او با حضور در این برنامه‌ها کم‌کم جای خود را به عنوان عروسک‌گردان در تلویزیون تثبیت کرد. عروسک‌گردانی در آثاری چون گربه آوازخوان ساختهٔ کامبوزیا پرتوی از دیگر آثار او در این دوره است.
بهرام بیضایی به دنیا فنی‌زاده پیشنهاد بازیگری داده بود، ولی وی به خاطر این که پدرش در کودکی دوست نداشت دخترش بازیگر شود، نپذیرفت، البته احتمالاً ابتذال در سینمای آن دوره در تصمیم پدر ایشان بی‌تأثیر نبوده‌است.
وی قبل از کلاه‌قرمزی با ایرج طهماسب و حمید جبلی چند کار عروسکی انجام داده و با کار یکدیگر به خوبی آشنا بودند اما با برنامهٔ صندوق پست و ورود کلاه‌قرمزی به آن بود که به شهرت رسید. کلاه قرمزی که اصلاً قرار نبود در این برنامه ماندگار شود، ماندگار شد و بدل به مشهورترین کار وی گشت.
از نظر فنی‌زاده شکل ظاهری عروسک چندان مهم نیست. او ساختار بیرونی عروسک چندان مهم نمی‌داند و برایش بیش از هر چیز سازندهٔ عروسک مهم است زیرا معتقد است تا زمانی که یک عروسک به خوبی ساخته نشود، عروسک‌گردان نمی‌تواند به‌خوبی با آن عروسک ارتباط برقرار کرده و آن را حرکت دهد. فنی‌زاده بیش از این که به دنبال عروسک‌های زیبا باشد به دنبال عروسکی‌ست که بتواند با آن خوب کار کند. در مرحلهٔ بعدی اهمیت، گروه تولید برای وی اهمیت دارد و این که برای ساخت برنامه چه‌قدر فکر و اندیشه برای گروه مهم است و چه‌قدر برای برنامهٔ عروسکی کار می‌کنند. وی همچنین سابقهٔ همکاری با مرضیه برومند، کارگردان سینما و عروسک گردان، محمد اعلمی و محمد بحرانی، صدا پیشهٔ عروسک جناب خان را در کارنامه خود دارد.

## بیماری و مرگ

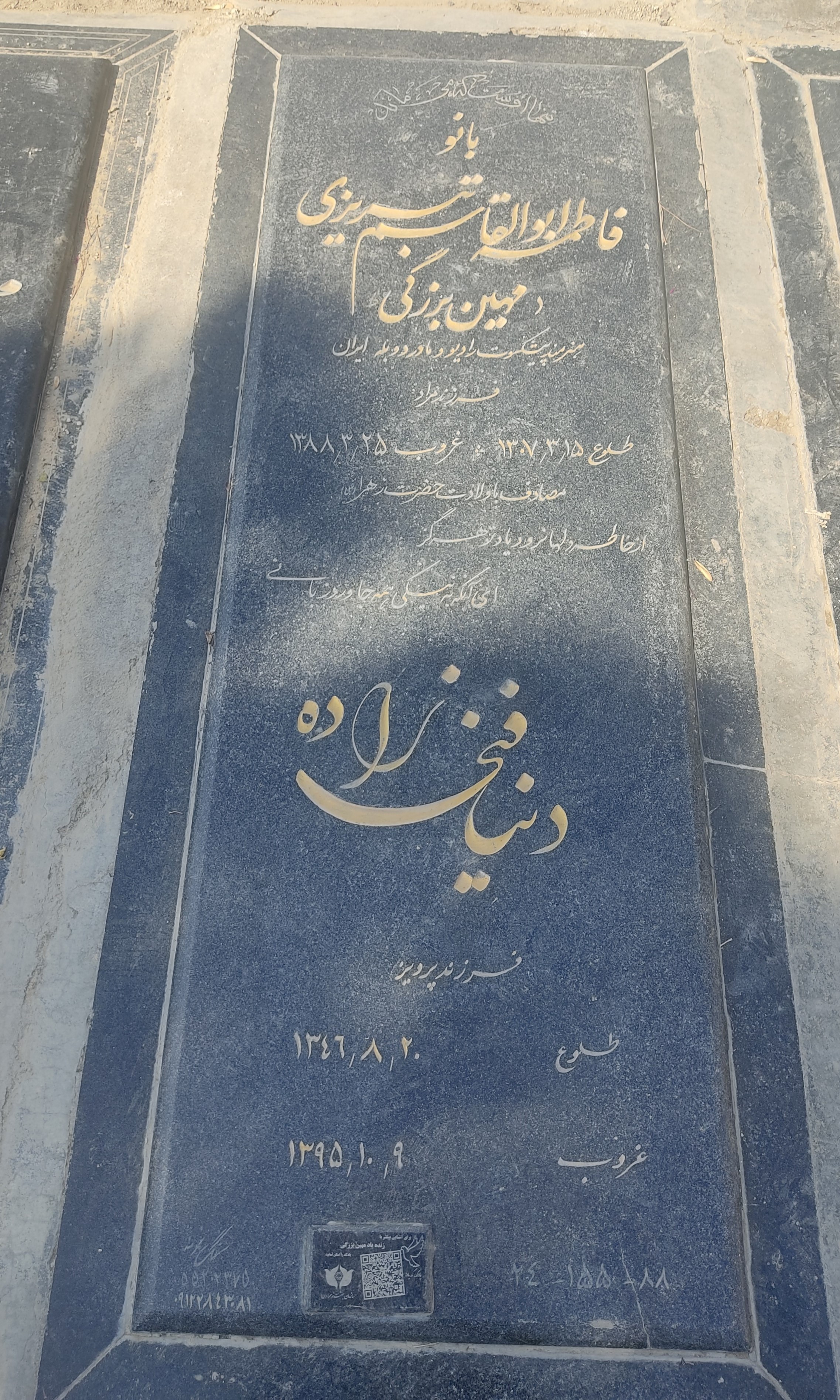
سنگ قبر دنیا فنی‌زاده در قطعه هنرمندان بهشت زهرا

او در برنامه‌ای تلویزیونی گفته‌بود که ده سال به بیماری سرطان گرفتار بود و در دو سه سال آخر عمرش، غدهٔ روی دست راستش به قدری بزرگ و دردناک شده‌بود که قدرت عروسک‌گردانی را از او گرفته‌بود اما با این حال، وی حاضر نبود که کسی به جز خودش عروسک‌گردان کلاه قرمزی باشد. فنی زاده سال پیش از مرگش با دست چپ عروسک‌گردانی کرد.
دنیا فنی‌زاده پس از مدت‌ها تحمل بیماری سرطان سارکوم، سرانجام صبح روز چهارشنبه، ۸ دی‌ماه ۱۳۹۵، در سن ۴۹ سالگی در یکی از بیمارستان‌های تهران درگذشت. روز پنجشنبه ۹ دی ماه ۱۳۹۵ در قطعه هنرمندان بهشت زهرا به خاک سپرده شد.

### پیام‌ها و واکنش‌ها
- ایرج طهماسب در صفحهٔ اینستاگرامش نوشت: «بیش از ۱۵ سال همکاری و رفاقت با کلاه قرمزی را هرگز و تا هیچ زمانی فراموش نخواهیم کرد. امروز آسمان هم برای تو می‌بارد دنیای عزیز و چه بی‌تاب است از وقت رفتنت، گویی در آسمان‌ها هم برایت اشک می‌ریزند. خوشا به‌حال بهشتیان که از امروز در کنارت خواهند بود. کلاه قرمزی برای همیشه تنها شد.»[۱۶]
- حمید جبلی نوشت: پس از چندین سال، از امروز دیگر کلاه قرمزی رفیق و هم صحبتش را در کنارش ندارد. چقدر با او درد و دل می‌کردی و گویا از جان خودت به آن دمیده بودی. پر کشیدنت بسیار برایمان زود بود و هیچوقت نبودنت را در کنارمان باور نمی‌کنیم.— حمید جبلی